# Shades
Shades is een film van Erik Van Looy uit 1999. Het scenario werd geschreven door Van Looy, Paul Breuls and Guy Lee Thys, en is losjes gebaseerd op de Belgische moordenaar Freddy Horion en zijn ontsnapping uit de gevangenis in 1982.
De muziek voor de film werd gecomponeerd door Alex Callier van Hooverphonic.

## Rolverdeling
| Acteur                    | Personage            |
| ------------------------- | -------------------- |
| Mickey Rourke             | Paul Sullivan        |
| Gene Bervoets             | Max Vogel            |
| Andrew Howard             | Dylan Cole           |
| Jan Decleir               | Freddy Lebecq        |
| Mike Verdrengh            | Harry Koning         |
| Hilde Van Mieghem         | Cathy                |
| Tom Van Bauwel            | Mark Vandenbroeck    |
| Koen De Bouw              | Bob                  |
| Luk D'Heu                 | Van Riet             |
| Filip Peeters             | Weber                |
| Sally-Jane Van Horenbeeck | Lily                 |
| Gert Lahousse             | Peter                |
| Tine Reymer               | Bianca               |
| Marilou Mermans           | Eigenares winkel     |
| Vic De Wachter            | Openbaar aanklager   |
| Axel Daeseleire           | Man in parkeergarage |
| Wim Stevens               | Man in parkeergarage |
| Tania Kloek               | Sexy serveuse        |